# Синдром гиперстимуляции яичников
Синдром гиперстимуляции яичников (СГЯ) — заболевание, которое может возникать у некоторых женщин, принимающих лекарства от бесплодия для стимуляции роста яйцеклеток, а у других женщин — в очень редких случаях. В большинстве случаев заболевание протекает в лёгкой форме, но редко бывает тяжёлым и может привести к серьёзному заболеванию или смерти.

## Патофизиология
Синдром гиперстимуляции яичников характеризуется наличием множественных лютеинизированных кист в яичниках, что приводит к увеличению яичников и вторичным осложнениям, но это определение включает почти всех женщин, подвергшихся стимуляции яичников. Центральным признаком клинически значимого синдрома является развитие повышенной проницаемости сосудов и, как следствие, перемещение жидкости в третье пространство. Поскольку ХГЧ вызывает обширную лютеинизацию яичника, высвобождается большое количество эстрогенов, прогестерона и местных цитокинов. Почти несомненно, что фактор роста эндотелия сосудов (VEGF) является ключевым веществом, которое вызывает повышенную проницаемость сосудов, делая локальные капилляры «проницаемыми», что приводит к перемещению жидкости из внутрисосудистой системы в брюшную и плевральную полость. Супрафизиологическая продукция VEGF из многих фолликулов при длительном воздействии ХГЧ, по-видимому, является конкретным ключевым процессом, лежащим в основе синдрома. Таким образом, в то время как у женщины накапливается жидкость в третьем пространстве, в основном в форме асцита, она фактически становится гиповолемией и подвергается риску респираторной, кровеносной (например, артериальной тромбоэмболии, поскольку кровь стала гуще) и почечных проблем. У беременных женщин процесс лютеинизации яичников поддерживается за счёт выработки ХГЧ. Чтобы избежать синдрома гиперстимуляции яичников, обычно требуется прерывание патологической последовательности, например, отказ от использования ХГЧ. Одна альтернатива — использовать агонист ГнРГ вместо ХГЧ. Хотя было неоднократно показано, что это «практически устраняет» риск синдрома гиперстимуляции яичников, существуют некоторые разногласия относительно влияния на частоту наступления беременности попыток переноса свежего недонорского эмбриона, почти наверняка из-за дефекта лютеиновой фазы. Нет никаких сомнений в том, что триггер агониста ГнРГ эффективен для доноров ооцитов и для циклов банкинга эмбрионов (криоконсервации).

## Классификация
Синдром гиперстимуляции яичников делится на категории лёгкой, средней, тяжёлой и критической. При лёгких формах синдрома яичники увеличены (5—12 см), может наблюдаться дополнительное накопление асцита с лёгким вздутием живота, болями в животе, тошнотой и диареей. При тяжёлых формах синдрома гиперстимуляции яичников может наблюдаться гемоконцентрация, тромбоз, вздутие живота, олигурия (снижение продукции мочи), плевральный выпот и респираторный дистресс. Ранний синдром развивается до тестирования на беременность, а поздний синдром наблюдается на ранних сроках беременности. Критерии тяжёлого синдрома включают увеличение яичников, асцит, гематокрит >45 %, лейкоциты >15000, олигурию, креатинин 1,0—1,5 мг/дл, клиренс креатинина >50 мл / мин, дисфункцию печени и анасарку. Критический синдром гиперстимуляции яичников включает увеличенный яичник, напряжённый асцит с гидротораксом и выпотом в перикард, гематокрит >55 %, лейкоциты >25000, олигоанурию, креатинин >1,6 мг / дл, клиренс креатинина <50 мл / мин, почечную недостаточность, тромбоэмболические явления и ОРДС.

## Признаки и симптомы
Симптомы делятся на 3 категории: лёгкие, средние и тяжёлые. Лёгкие симптомы включают вздутие живота и чувство полноты, тошноту, диарею и небольшое увеличение веса. Умеренные симптомы включают чрезмерную прибавку в весе (увеличение веса более чем на 1 кг в день), увеличение обхвата живота, рвоту, диарею, более тёмную мочу, снижение диуреза, чрезмерную жажду и ощущение сухости кожи и / или волос (в дополнение к лёгким симптомам). К серьёзным симптомам относятся полнота / вздутие живота выше талии, одышка, плевральный выпот, значительно более тёмное или прекращённое мочеиспускание, боли в икре и груди, заметное вздутие живота или вздутие живота, а также боли внизу живота (в дополнение к лёгким и умеренным симптомам).

## Причина
Спорадический cиндром гиперстимуляции яичников встречается очень редко и может иметь генетический компонент. Терапия кломифенцитратом иногда может приводить к синдрому, но в подавляющем большинстве случаев развивается после использования терапии гонадотропинами (с введением ФСГ), такого как пергонал, и введения ХГЧ, чтобы вызвать окончательное созревание ооцитов и / или вызвать высвобождение ооцитов, часто в сочетании с ЭКО. Частота варьируется и зависит от факторов риска женщины, лечения и методов наблюдения. Около 5 % пролеченных женщин могут столкнуться с синдромом гиперстимуляции яичников от умеренной до тяжёлой формы. Факторы риска включают синдром поликистозных яичников, молодой возраст, низкий ИМТ, высокое количество антральных фолликулов, развитие многих фолликулов яичников при стимуляции, чрезмерно повышенные концентрации эстрадиола в сыворотке, использование ХГЧ для окончательного созревания и / или высвобождения ооцитов, продолжающееся использование ХГЧ для поддержки лютеина и наступление беременности (что приводит к выработке ХГЧ). Смертность низкая, но зарегистрировано несколько смертельных случаев.

## Осложнения
Синдром гиперстимуляции яичников может быть осложнён перекрутом яичников, разрывом яичников, тромбоэмболией, синдромом острой дыхательной недостаточности, дисбалансом электролитов, тромбофлебитом и хронической болезнью почек. Симптомы обычно проходят через 1—2 недели, но при наступлении беременности они будут более серьёзными и сохраняться дольше. Это связано с тем, что хорионический гонадотропин человека (ХГЧ) от беременности действует на жёлтое тело в яичниках, поддерживая беременность до того, как плацента полностью сформировалась. Обычно даже при тяжёлой форме синдрома гиперстимуляции яичников с развивающейся беременностью продолжительность не превышает первого триместра.

## Лекарства
Синдром гиперстимуляции яичников, в частности, связан с инъекцией гормона, называемого хорионическим гонадотропином человека (ХГЧ), который используется для индукции окончательного созревания ооцитов и / или запуска высвобождения ооцитов. Риск ещё больше увеличивается при применении многократных доз ХГЧ после овуляции и если процедура приводит к беременности. Использование агониста гонадотропин-рилизинг-гормона (ГнРГ) вместо ХГЧ для стимуляции окончательного созревания и / или высвобождения ооцитов приводит к устранению риска синдрома, но небольшому снижению скорости доставки примерно на 6 %.